# August Ruoff
August Ferdinand Ruoff (* 8. Dezember 1809 in Neuenstadt am Kocher; † nach 1854) war ein in Heilbronn tätiger deutscher Buchdrucker, Verleger und Politiker. Vor und während der Deutschen Revolution 1848/49 engagierte er sich in der Politik auf Seiten der Demokraten. 1849/50 war er Mitglied dreier außerordentlicher württembergischer Landtage, die die württembergische Verfassung von 1819 revidieren bzw. durch eine neue Verfassung ersetzen sollten.

## Leben
Ruoff wurde als Sohn eines Kaminfegermeisters in Neuenstadt am Kocher geboren; ab 1841 ist er in Heilbronn nachweisbar. 1843 heiratete er die Witwe Rosine Catharina Hornung. In seiner 1841 in Heilbronn errichteten Buchdruckerei mit angeschlossenem Verlag brachte er u. a. Kinderbücher heraus und druckte ab 1846 ein Landwirthschaftliches Wochenblatt für die Bezirke Weinsberg, Heilbronn und Neckarsulm, für das er ab 1847 auch die Redaktion übernahm.
Sein politisches Engagement auf Seiten der Demokraten ging mit der Gründung der linksdemokratischen Heilbronner Zeitung Neckar-Dampfschiff einher, die ab 1842 in Ruoffs Verlag erschien und die er bis 1848 herausgab. Im Februar dieses Jahres verkaufte er seine Buchdruckerei mit der Zeitung an den Stuttgarter Heinrich Güldig und übernahm eine führende Rolle bei den Heilbronner Demokraten, wo er Wortführer der radikaleren Fraktion war, während der Gastwirt Louis Hentges für die Gemäßigten sprach. Aufsehen erregte er mit einer ab dem 26. Mai 1848 im Neckar-Dampfschiff erschienenen Artikelserie namens Die Musterung von Heilbronn im Mai 1848, in der er u. a. den politisch weniger radikalen Heilbronner Stadtarzt Robert Mayer angriff und als reaktionären „Krebsritter“ verhöhnte.
Während der revolutionären Zeit war Ruoff im Heilbronner politischen Geschehen sehr präsent; im Sommer 1848 wurde er zum Vorstand des örtlichen Demokratischen Vereins gewählt. Zusammen mit dem Apotheker Friedrich Mayer, dem politisch radikaleren Bruder Robert Mayers, führte Ruoff das Ostkorps der Heilbronner Bürgerwehr und beteiligte sich im Juni 1849 als einer von rund 20 Männern dieses Ostkorps an den Kämpfen der Badischen Revolution. Nachdem er deswegen wegen Hochverrats bzw. Landesverrats steckbrieflich gesucht wurde, flüchtete er am 11. Juni 1849 in die Schweiz, wo ihm im Kanton Zürich politisches Asyl gewährt wurde.
Bei den drei Wahlen 1849 und 1850 wurde er jeweils für das Oberamt Heilbronn (dessen Wahlkreis auch die Stadt Heilbronn umfasste) in die außerordentlichen Landesversammlungen gewählt. In die Verfassungrevidierende Landesversammlung 1849 konnte er jedoch nicht eintreten, da er sich zunächst noch in der Schweiz aufhielt und anschließend, nachdem er sich freiwillig gestellt hatte, bis zum 2. Februar 1850 inhaftiert war.
Ruoff lässt sich noch bis 1851 in den Heilbronner Adressbüchern nachweisen. 1854 zog er nach Stuttgart; einer Eintragung im Stuttgarter Adressbuch 1854 zufolge war er als Ökonom in Balingen und Besigheim tätig. Mit einer Verzichtsurkunde vom 12. Juli 1855 gab er sein Heilbronner Bürgerrecht auf.